# Claude Faraldo
Claude Faraldo est un acteur, réalisateur et scénariste français né le 23 mars 1936 dans le 18e arrondissement de Paris et mort le 29 janvier 2008 à Alès.

## Biographie
Fils d'un ouvrier immigré italien, Claude Faraldo exerce différents petits métiers dès l'âge de 13 ans dont, confiera-t-il, celui de livreur pour le négociant en vins Nicolas. Il souhaite devenir acteur et rejoint le cours Simon. Il deviendra le cofondateur de l'agence de comédiens ArtMédia avec Évelyne Vidal et Gérard Lebovici.
Autodidacte, il met en scène une dizaine de films disparates et originaux, inspirés par ses idées contestataires et libertaires. Son premier long métrage, Bof… Anatomie d'un livreur, est un plaidoyer pour le droit à la paresse. Il lui vaut les encouragements de Jacques Prévert. Themroc est une farce anarcho-primitiviste qui conte l'histoire d'un ouvrier, interprété par Michel Piccoli, qui se révolte contre son patron et se transforme en homme des cavernes urbain. Les acteurs du Café de la Gare, dont Romain Bouteille, Coluche, Miou-Miou, Henri Guybet ou Patrick Dewaere, participent bénévolement au film.
Il meurt d'une crise cardiaque.

### Famille
Claude Faraldo est le frère de Françoise Faraldo, seconde femme du chanteur Gerry Boulet. Il est aussi le père de trois enfants (deux filles et un fils). Il a été marié à l'actrice Marie Kéruzoré (1947-1990).

## Filmographie

### Comme acteur
- 1969 : Ni d'Eve ni d'Adam de Michel Zimbacca, (10 min, 16 mm, n&b)[6]
- 1976 : Les Fleurs du miel : Le livreur
- 1981 : Le Jardinier : L'ouvrier-gagnant
- 1982 : Les Enquêtes du commissaire Maigret de Jean-Paul Sassy (série télévisée), épisode : Maigret et l'Homme tout seul : Louis Mahossier
- 1984 : Mesrine : Charlie Bauer
- 1988 : Blanc de Chine : Rinaldi
- 1993 :  Maigret : Maigret se défend (téléfilm) : Palmari
- 1994 : Maigret : La Patience de Maigret d'Andrzej Kostenko (téléfilm) : Palmari
- 1994 : L'Ange noir : Aslanian
- 1995 : La Rivière Espérance (feuilleton TV) : Ambroise Debord
- 2006 : Mafiosa, le clan (feuilleton TV) : Ange-Marie Paoli
- 2006 : David Nolande (série télévisée): Alexian

### Comme réalisateur
- 1965 : La Jeune Morte[7]
- 1971 : Bof… Anatomie d'un livreur
- 1973 : Themroc
- 1975 : Tabarnac (documentaire)
- 1976 : Les Fleurs du miel
- 1980 : Deux lions au soleil
- 1986 : Flagrant Désir
- 1988 : La Chaîne (du roman de Michel Drucker), feuilleton télévisé
- 1992 : Champ clos (série V comme vengeance)
- 1992 : Le Serpent vert (téléfilm)
- 2000 : Merci pour le geste

### Comme scénariste
- 1971 : Bof… Anatomie d'un livreur
- 1973 : Themroc
- 1976 : Les Fleurs du miel
- 1980 : Deux lions au soleil
- 1980 : Les Manufacturées, Éditions du Square, coll. « Bouquins Charlie », BD avec le dessinateur Georges Pichard
- 1986 : Flagrant Désir
- 2000 : La Veuve de Saint-Pierre

## Citation
« Je vis à tes crochets, j’ai tué ta mère, j’ai couché avec ta femme… Ne m’appelle plus papa, appelle moi Paulo ! »

— Bof… Anatomie d'un livreur

### Sources
- « Themroc ! », CQFD, no 53, février 2008
- « Claude Faraldo, la fin d'un frondeur », Libération, 6 février 2008